# Gelis prosthesimae
Gelis prosthesimae är en stekelart som först beskrevs av Riley 1892.  Gelis prosthesimae ingår i släktet Gelis och familjen brokparasitsteklar. Inga underarter finns listade i Catalogue of Life.